# Chabuata lacertosa
Chabuata lacertosa là một loài bướm đêm trong họ Noctuidae.